# Palazzo Italia (Legnano)
Palazzo Italia è un edificio storico di Legnano, nella città metropolitana di Milano, in Lombardia.

## Storia

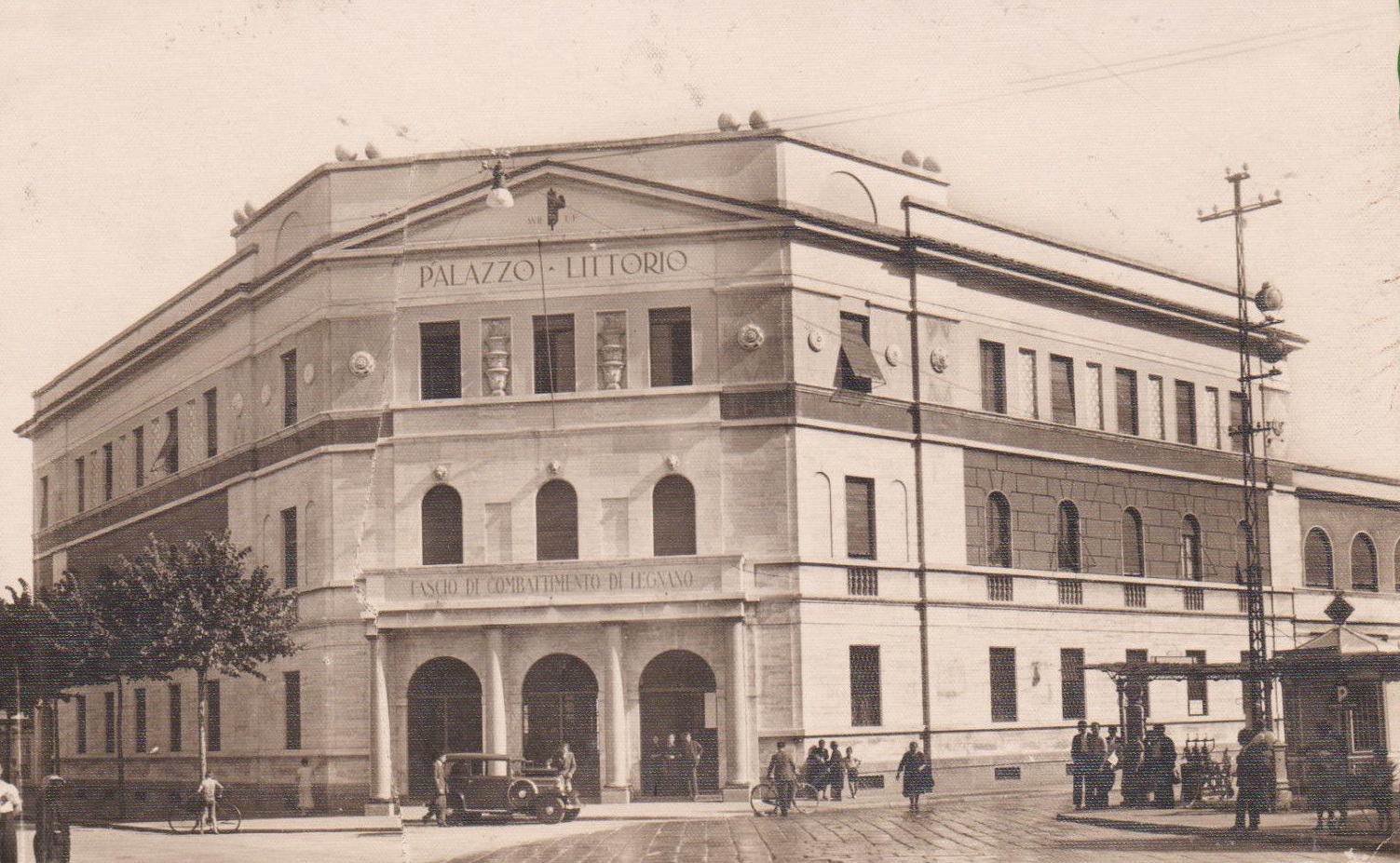
Il Palazzo Littorio in un'immagine del 1942

L'edificio venne costruito nel 1929 in "stile Novecento" su progetto dell'architetto Cesare Giulini e si presenta con una pianta a forma di "L". La facciata, ricavata sull'angolo dell'edificio, si presenta a tre ordini con un pronao a quattro colonne e tre archi a tutto sesto sormontato da un frontone che contiene un timpano privo di decorazioni. L'edificio è in cemento e, in corrispondenza della facciata d'ingresso e delle zoccolature, in pietra bianca.
Fu destinato originariamente a Casa del Littorio e quindi, fino alla caduta del fascismo, era sede del Fascio di combattimento di Legnano del Partito Nazionale Fascista. Dopo la fine della seconda guerra mondiale è stato parzialmente destinato a comando della Polizia di Stato.
È stato realizzato sull'isolato dove un tempo sorgeva l'ex cotonificio Dell'Acqua, ora non più esistente. Al posto del cotonificio sono stati poi costruiti dei parcheggi ed un parco pubblico.